# Gabriel Marín
Gabriel Eduardo Marín Sánchez (23 mei 1994) is een Costa Ricaans wielrenner.

## Carrière
In 2017 werd Marín nationaal kampioen op de weg. Drie dagen eerder was enkel Bryan Salas sneller in de tijdrit. Tijdens de Ronde van Costa Rica van dat jaar testte hij positief op Cera, waarna hij door de UCI voorlopig werd geschorst.

## Overwinningen
2017
 Costa Ricaans kampioen op de weg, Elite